# Park Hae-soo
Park Hae-soo (hangul: 박해수; rr: baghaesu; 21 de novembro de 1981) é um ator sul-coreano.  Ele é mais conhecido mundialmente por interpretar Cho Sang-woo na primeira temporada da bem-sucedida série da Netflix, "Round 6" (2021), papel que lhe rendeu uma indicação ao Primetime Emmy Award de Melhor Ator Coadjuvante em Série Dramática.
Park iniciou sua carreira no teatro, atuando em inúmeros papéis principais e coadjuvantes em peças e musicais. Posteriormente, expandiu sua carreira para o cinema e a televisão, alcançando seu grande sucesso com "Prison Playbook" (2017–2018), um dos dramas coreanos de maior audiência na televisão a cabo. Ele também é reconhecido por suas frequentes colaborações com a Netflix, incluindo "Tempo de Caça" (2020), "Yaksha: Operação Implacável" (2022) e "Narco-Santos" (2022).

## Biografia

### Vida pessoal
Em 14 de janeiro de 2019, Park se casou com sua namorada em uma cerimônia realizada em Seul. Em 29 de setembro de 2021, a agência de Park anunciou que sua esposa havia dado à luz um filho e que tanto a mãe quanto a criança estavam com boa saúde.

### Carreira
Park fez sua estreia no teatro musical em 2007 com Mister Lobby. Ele também aparece em outros palcos musicais, como Angel Called Desire e Annapurna.
Em 2017, ele foi elogiado por seu papel principal na série dramática Manual do Presidiário, que lhe rendeu o prêmio de Melhor Novo Ator no The Seoul Awards
Em 2021, Park foi reconhecido internacionalmente por causa de seu projeto recente, Round 6. Depois de aparecer na popular série de sobrevivência, ele conseguiu ganhar mais de 800.000 seguidores no Instagram em um único dia.

## Filmografia

### Filmes
| Ano  | Título                                  | Título coreano       | Papel                               | Anotações        | Ref.          |
| ---- | --------------------------------------- | -------------------- | ----------------------------------- | ---------------- | ------------- |
| 2014 | Os Piratas                              | 해적: 바다로 간 산적 | Hwang Joong-geun                    |                  | [ 8 ]         |
| 2015 | Minority Opinion                        | 소수의견             | Assistente de Goo Hwan              |                  |               |
| 2016 | Golpe de Mestre                         | 마스터               | Soldado de chapéu nos velhos tempos |                  |               |
| 2019 | By Quantum Physics: A Nightlife Venture | 양자물리학           | Lee Chan-woo                        |                  | [ 9 ]         |
| 2020 | Tempo de caça                           | 사냥의 시간          | Han                                 | Filme da Netflix | [ 10 ]        |
| ASA  | Yacha                                   | 야차                 | Ji-hoon                             | Filme da Netflix | [ 11 ] [ 12 ] |
| ASA  | Ghost                                   | 유령                 | Kaito                               |                  | [ 13 ]        |

### Séries detelevisão
| Ano       | Título                                  | Título coreano                              | Rede    | Papel         | Anotações                        | Ref.   |
| --------- | --------------------------------------- | ------------------------------------------- | ------- | ------------- | -------------------------------- | ------ |
| 2012      | God of War                              | 무신                                        | MBC     | Kim Yun-hu    |                                  |        |
| 2013      | Me and Mom and Dad and Grandma and Anna | 드라마 페스티벌 2013 – 나엄마아빠할머니안나 | MBC     | Pai           | Drama Festival 2013              |        |
| 2015–2016 | Six Flying Dragons                      | 육룡이 나르샤                               | SBS     | Yi Ji-ran     |                                  |        |
| 2016      | Legend of the Blue Sea                  | 푸른 바다의 전설                            | SBS     | Hong Dong-pyo |                                  |        |
| 2017      | The Liar and His Lover                  | 그녀는 거짓말을 너무 사랑해                 | TVN     | Baixista      | Aparição no episódio 1           |        |
| 2017–2018 | Manual do Presidiário                   | 슬기로운 감빵생활                           | TVN     | Kim Je-hyuk   |                                  | [ 14 ] |
| 2018      | Alhambeura Gungjeonui Chueok            | 알함브라 궁전의 추억                        | TVN     | Agente A      | Aparição no episódio 1, 2, 4 e 8 | [ 15 ] |
| 2019      | Persona                                 | 페르소나                                    | Netflix | Baek Jeong-u  | 2º episódio: "Colecionador"      | [ 16 ] |
| 2021      | Racket Boys                             | 라켓소년단                                  | SBS     | Lee Jae-joon  | Aparição no episódio 6           | [ 17 ] |
| 2021      | Round 6                                 | 오징어 게임                                 | Netflix | Cho Sang-woo  | Papel principal                  | [ 18 ] |
| 2021      | Chimera                                 | 키마이라                                    | OCN     | Cha Jae-hwan  |                                  | [ 19 ] |
| ASA       | Suriname                                | 수리남                                      | Netflix | Choi Chang-ho |                                  | [ 20 ] |
| ASA       | Money Heist                             | 종이의 집                                   | Netflix | Berlim        |                                  | [ 21 ] |

## Teatro
| Ano  | Título                         | Título coreano         | Papel            |
| ---- | ------------------------------ | ---------------------- | ---------------- |
| 2007 | The Strongest Comedy Mr. Lobby | 최강 코미디 미스터로비 |                  |
| 2007 | Annapurna                      | 안나푸르나             | Gwang-nam        |
| 2008 | Adolescence                    | 사춘기                 | Young-min        |
| 2009 | Hero                           | 영웅                   | Choi Jae-hyeong  |
| 2009 | 39 Stairs                      | 39 계단                | Richard Haney    |
| 2010 | A Streetcar Named Desire       | 욕망이라는 이름의 전차 | Steve            |
| 2010 | Full for Love                  | 풀 포 러브             | Martin           |
| 2011 | The Chorus - Oedipus           | 더 코러스 - 오이디푸스 | Oedipus          |
| 2011 | Full of Flowers                | 됴화만발               | Kei              |
| 2011 | The Seagull                    | 갈매기                 | Treplef          |
| 2012 | Samcheon                       | 삼천                   | General ceremony |
| 2013 | The Goddess is Watching        | 여신님이 보고 계셔     | Lee Chang-seop   |
| 2014 | Macbeth                        | 맥베스                 | Macbeth          |
| 2014 | Frankenstein                   | 프랑켄슈타인           | O monstro        |
| 2014 | Man From Us                    | 맨 프럼 어스           | John Oldman      |
| 2015 | Judo Boy                       | 유도소년               | Kyung Chan       |

## Prêmios e indicações
| Cerimônia de premiação  | Ano  | Categoria                                 | Indicado / Trabalho                     | Resultado | Ref.   |
| ----------------------- | ---- | ----------------------------------------- | --------------------------------------- | --------- | ------ |
| APAN Star Awards        | 2018 | Prêmio de excelência - Ator em minissérie | Manual do Presidiário                   | Indicado  | [ 22 ] |
| Baeksang Arts Awards    | 2018 | Melhor novo ator - Televisão              | Manual do Presidiário                   | Indicado  |        |
| Baeksang Arts Awards    | 2020 | Melhor novo ator - Filme                  | Tempo de caça                           | Indicado  | [ 23 ] |
| Blue Dragon Film Awards | 2019 | Melhor novo ator                          | By Quantum Physics: A Nightlife Venture | Venceu    | [ 24 ] |
| Buil Film Awards        | 2020 | Melhor novo ator                          | By Quantum Physics: A Nightlife Venture | Indicado  |        |
| Chunsa Film Art Awards  | 2020 | Melhor novo ator                          | By Quantum Physics: A Nightlife Venture | Venceu    | [ 25 ] |
| Director's Cut Awards   | 2019 | Melhor novo ator                          | By Quantum Physics: A Nightlife Venture | Indicado  | [ 26 ] |
| Grand Bell Awards       | 2020 | Melhor novo ator                          | By Quantum Physics: A Nightlife Venture | Indicado  | [ 27 ] |
| The Seoul Awards        | 2018 | Melhor novo ator (Drama)                  | Manual do Presidiário                   | Venceu    | [ 28 ] |